# 1930'erne
Århundreder: 19. århundrede – 20. århundrede – 21. århundrede
Årtier: 1880'erne 1890'erne 1900'erne 1910'erne 1920'erne – 1930'erne – 1940'erne 1950'erne 1960'erne 1970'erne 1980'erne
År: 1930 1931 1932 1933 1934 1935 1936 1937 1938 1939

## Begivenheder
- Den økonomiske krise begyndte i 1929 og sluttede på forskellige tidspunkter i 1930’erne.
- Kanslergadeforliget indgåes den 30. januar 1933, hvilket blev det mest kendte politiske forlig i Thorvald Staunings regeringstid.
- Den 16. marts 1935 blev Versaillestraktaten overtrådt, da Hitler beordrede en genoprustning af Tyskland.

## Verdens ledere
Tekst mangler, hjælp os med at skrive teksten

## Kunst

### Personligheder
- Kaj Munk
- Edvard Weie

### Bøger
Tekst mangler, hjælp os med at skrive teksten

### Film
- Algiers, amerikansk dramafilm; Hedy Lamarrs Hollywood-debut film (1938)

### Musik
- The Ink Spots, amerikansk vokalgruppe dannes.